# 위대한 앰버슨가 (영화)
《위대한 앰버슨가》(영어: The Magnificent Ambersons)는 1942년 개봉한 미국의 시대극 영화이다. 오슨 웰스가 감독과 각본을 맡았으며, 부스 타킹턴의 퓰리처상 수상 동명 소설이 영화의 원작이다. 1991년 미국 국립영화등기부에 등재되었다.

## 출연

### 주연
- 조셉 거튼
- 돌로레스 코스텔로
- 앤 박스터
- 팀 홀트

### 조연
- 아그네스 무어헤드
- 레이 콜린스
- 어스킨 샌포드
- 리처드 베넷
- 오슨 웰즈
- 힐다 플로라이트
- 거스 쉴링

## 기타
- 원작자: 부스 타킹턴
- 협력프로듀서: 잭 모스
- 미술: 알버트 S. 다고스티노
- 의상: 에드워드 스티븐슨